# Горнозаводск (Пермски край)
Горнозаводск (на руски: Горнозаводск) е град, административен център на Горнозаводски район, Пермски край. Населението му към 1 януари 2018 година е 11 375 души.